# Pentti Hämäläinen
Pentti Hämäläinen   (Kotka, 19 de desembre de 1929 - Kotka, 11 de desembre de 1984) va ser un boxejador finlandès que va competir durant les dècades de 1940 i 1950.
El 1952 va prendre part en els Jocs Olímpics d'Estiu de Hèlsinki, on guanyà la medalla d'or en la categoria del pes gall del programa de boxa. En la final va guanyar a l'irlandès John McNally. Quatre anys més tard, als Jocs de Melbourne, guanyà la medalla de bronze en la categoria del pes ploma, en perdre en semifinals contra el britànic Thomas Nicholls. En el seu palmarès també va guanyar dues medalles de bronze al Campionat d'Europa de boxa, el 1951 i 1955. També fou sis vegades campió de Finlàndia, dos en pes mosca (1950-51), dos en pes gall (1952-53) i dos en pes ploma (1954, 1956). Com a professional, entre 1957 i 1959, disputà sis combats, amb un balanç de cinc victòries i una derrota.